# خرچنگ مرموز صورتی
خرچنگ مرموز صورتی (نام علمی: Ocypode ryderi) نام یک گونه از سرده تندپاها است.